# جزیره تیکوس
جزیره تیکوس (انگلیسی: Tikus Island) (جزیره رَت) یک جزیره خرد در سواحل شمالی جزیره پنانگ ایالت پنانگ، مالزی است. این برونزد خالی از سکنه که در فاصلهٔ تقریبی ۷۷۰ متری (۰٫۴۸ مایلی) از تانجونگ بونگا، منطقهٔ مسکونی در حومهٔ شهر جرج تاون، قرار دارد، در حال حاضر منزلگاه یک فانوس دریایی است که با انرژی خورشیدی کار می‌کند. این فانوس دریایی فعال، ورودی شمالی تنگه پنانگ و به تبع آن، بندر پنانگ را نشان می‌دهد.